# Gruppo Banca Leonardo
Banca Leonardo S.p.A. è una banca d'affari privata, attiva direttamente o tramite controllate, nel business del Wealth Management (gestione del patrimonio) in Italia e Svizzera.
Dal novembre 2017 fa parte del Crédit Agricole.

## Storia
Banca Leonardo nasce a Milano nell’ottobre 1999, fondata dagli agenti di cambio Attilio Ventura e Gian Luigi Milla insieme ad Alberto Foglia, banchiere di Lugano.
Alla presidenza Piero Barucci, ex ministro del Tesoro.

### Soci le grandi famiglie
Nell’aprile 2006, con un'operazione valutata 100 milioni di euro, la banca è acquisita da Gerardo Braggiotti, classe 1952, figlio dell'ex presidente della Comit, Enrico Braggiotti, esperienze a Mediobanca e Lazard.
Insieme a lui un gruppo di primari investitori europei: la famiglia Agnelli-Elkann con Exor; Michel David Weill con la Eurazeo; il barone Albert Frère.
Fanno parte della cordata, ma con quote minori, altri soci di rango: Isabella Seragnoli, Carlo Pesenti con l'Italmobiliare, la famiglia Benetton con Edizione, la Micheli & Associati, l'Allianz e Fonsai.
Braggiotti tiene per sé il 5% e tutti i poteri (al management va un altro 15%)  e ricapitalizza Banca Leonardo con l’obiettivo di creare la prima banca d’investimento privata e indipendente in Italia, una sorta di boutique della consulenza finanziaria costruita secondo il "modello Mediobanca", ovvero il modello di azionariato formato da grandi famiglie.
Oltre alla totale autonomia, l'internazionalizzazione.
Così Braggiotti acquisisce subito in Francia la Toulouse et Associés, una società di corporate finanziario e consulenza.
Insieme alla Eurazeo fonda la Euraleo, una joint-venture per seguire le opportunità di investimento nel Private Equity.
Si allarga anche nel wealth management rivelando le società DNCA e UP Finance.
Nel settembre 2007 la banca assume un maggior respiro europeo alleandosi con Druecker & Co, uno dei più apprezzati specialisti in corporate finance e M&A (merger and acquisition) della Germania.
Banca Leonardo apre anche sedi all'estero, oltre a dedicarsi al Private Equity, alla gestione dei patrimoni (wealth management) operare come banca d'affari, entra nelle partite più importanti: la fusione Intesa-Sanpaolo, il riassetto Telecom, il passaggio di Fonsai da Salvatore Ligresti a Unipol, la cessione della Pirelli a ChemChina, la ristrutturazione del debito delle Cartiere Burgo e quella di Tirrena Power, il matrimonio tra la società di matite Fila con la Spac Space di Erede e Mion.
Gratifica anche i soci con maxi dividendi: coloro che hanno investito nel 2007 hanno recuperato l'80% del capitale in poco più di un anno.

### Al Crédit Agricole
A partire dal 2012 Banca Leonardo si specializza nella gestione del patrimonio (Wealth Management).
Nel novembre 2017, l'annuncio della cessione al colosso francese Crédit Agricole attraverso la controllata Indosuez Wealth Management.
L'operazione, valutata circa 200 milioni di euro, è completata nel maggio 2018 con la nomina anche del nuovo vertice.
Nel febbraio 2019 Luca Caramaschi si dimette dopo soli sei mesi dall'incarico di amministratore delegato, al suo posto va Marco Migliore.

## Principali azionisti fino al 2017
- Swilux SA (Gruppo Albert Frère) - 18,3%
- Eurazeo SA (Michel David Weill) - 18,3%
- Exor SA (società olandese della famiglia Agnelli-Elkann, nata dalla fusione di IFI e IFIL) - 16,5%
- G.B.H. SpA (Gerardo Braggiotti) - 9,9%
- Torreal SA - 4,6%
- Allianz SE - 2,8%
- Italmobiliare SpA (famiglia Pesenti) - 2,8%
- Micheli Associati srl- 2,8%
- Is.Co. srl - 2,6%
- Edizione srl (finanziaria della famiglia Benetton) - 1,8%
- Altri con meno del 2% - 19,67%

Fino al 7 novembre 2017, giorno della vendita al Crédit Agricole. Fonte: bilancio 2016 della Banca Leonardo reperibile sul sito aziendale.

## Principali partecipazioni

### Dirette
- Leonardo Swiss S.A. - Lugano - 100%
- GBL Fiduciaria S.p.A. - Milano - 100%
- G.B. & Co. DUE S.r.l. - Milano - 100%